# Осени себя крестным знамением, православный русский народ
«Осени себя крестным знамением, православный русский народ» — художественный фильм 1911 года. Считается утерянным.

## Интересные факты
- Премьера фильма — 19 февраля (4 марта) 1911
- Дебют в кино Н. А. Салтыкова и первая работа оператора А. А. Левицкого.

## Критика
В 1911 году к годовщине «освобождения» крестьян от крепостной зависимости были выпущены два фильма: Ханжонковым («Накануне манифеста 19 февраля») и Патэ («Осени себя крестным знамением, православный русский народ»). Любопытно, что, несмотря на явно реакционную направленность обоих фильмов, они не были разрешены к демонстрации. Царское правительство боялось какого бы то ни было упоминания о крестьянском вопросе.